# Michal Maroši

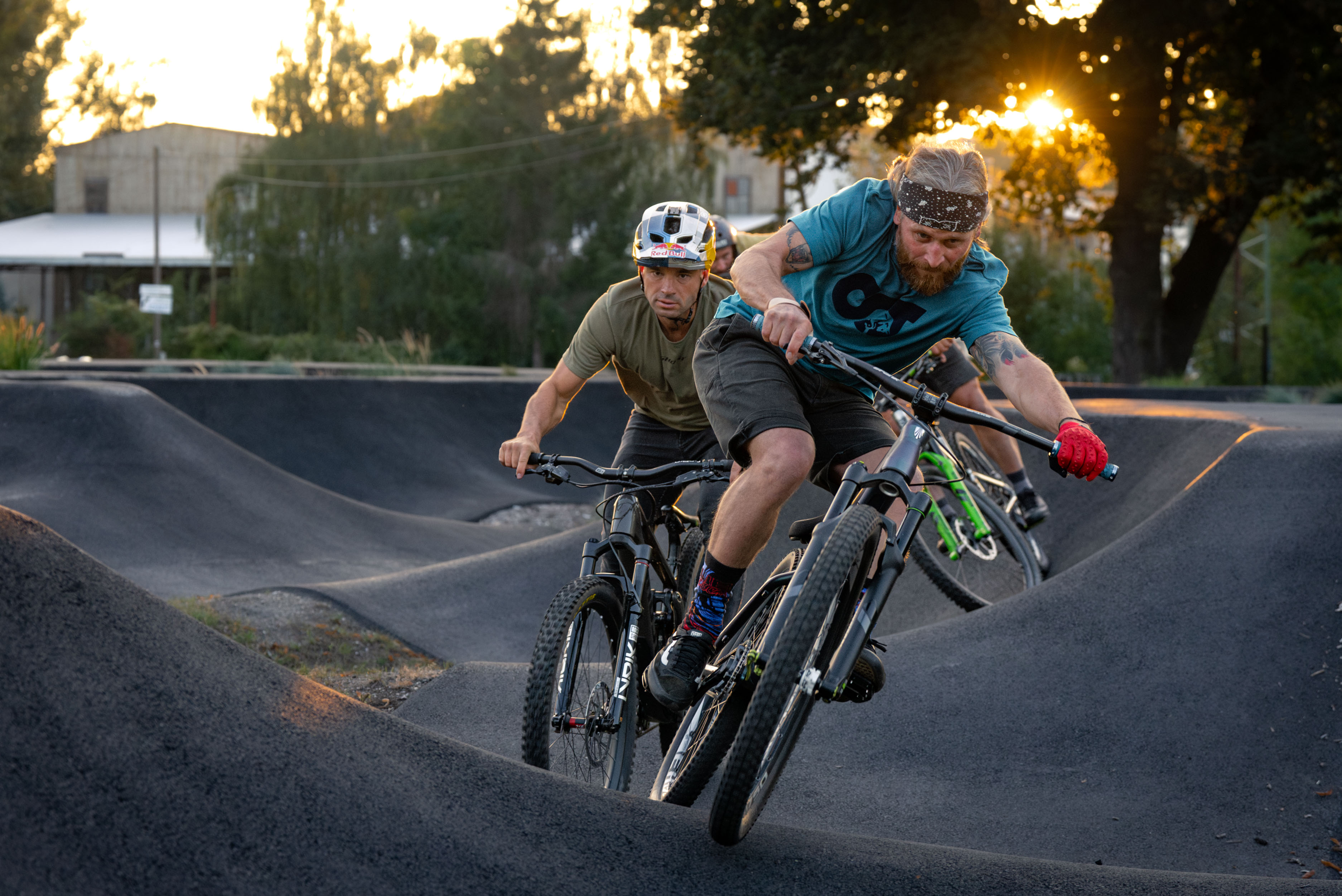
Michal Maroši na svém domácím pumptracku v Benátkách nad Jizerou

Michal Maroši (* 1978) je český cyklista.
Michal Maroši se narodil roku 1978 v Benátkách nad Jizerou. Odmala se věnoval závodění v BMX. Později se začal specializovat na horská kola a postupem času se vypracoval na jednu z nejdůležitějších postav globální MTB scény. Od roku 1998, kdy vyhrál evropský šampionát v dual slalomu, závodí jako profi jezdec a kolo se stává neodmyslitelnou součástí jeho života. Celou svojí profesionální kariéru závodí s podporou Red Bullu.

## Sportovní úspěchy
Byl vůbec prvním Čechem, který dostal pozvánku na zimní X-Games, čtyřikrát závodil na kultovní akci Red Bull Rampage i na Siemens Mobile Snow King, kde jel rychlostí 100 km/h v ledovém korytě. Dvakrát se na svém biku dostal 1 km pod zem v rámci Red Bull Race Down to the Middle of the Earth. Také zkusil jako první v Evropě bungee jumping na kole a mnoho dalších šíleností. Řadu let působil v RSP 4X teamu, který patřil k nejlepším teamům na světě
- 1. místo Evropský šampionát 1998 Špindlerův Mlýn - Dual Slalom
- 4. místo RedBull Rampage 2004
- 1. místo světový pohár 2010 Maribor - fourcross

## Projekty
Kromě závodění se Michal věnuje i designu tratí, parků a pumptracků.
Stojí za několika úspěšnými sportovními eventy, jako Marosana end of Season, Red Bull Feel The Wheel, Red Bull Pump Riders, nebo Chinese downhill. 
Účinkoval také v několika MTB filmech, jako je série Marosana never Dies, nebo kultovní video projekt Fullface Productions Signatures, které se staly určujícími pro celou jednu generaci jezdců na horských kolech. 

## Ten, co slaví každý den
V roce 2024 o Michalovi vznikl celovečerní dokumentární film s názvem Ten, co slaví každý den.
Film v režii Martina Vrbického a v distribuci Aerofilms měl premiéru 18. dubna 2024.